# Emilianów (powiat gostyniński)
Emilianów – wieś sołecka w Polsce położona w województwie mazowieckim, w powiecie gostynińskim, w gminie Gostynin.
| SIMC    | Nazwa   | Rodzaj    |
| ------- | ------- | --------- |
| 0999481 | Rogożew | część wsi |

W latach 1975–1998 miejscowość należała administracyjnie do województwa płockiego.